# Râul Huluba, Râul Târgului
Râul Huliba este un râu afluent al râului Râușorul.